# Platanthera sonoharae
Platanthera sonoharae là một loài thực vật có hoa trong họ Lan. Loài này được Masam. miêu tả khoa học đầu tiên năm 1964.